# Merlo Field
O Harry A. Merlo Field no Clive Charles Soccer Complex é um estádio específico para futebol com capacidade para 4.892 pessoas em Portland, Oregon, no campus da Universidade de Portland, no qual jogam . De 29 de março de 2015 até o final de 2016, o estádio foi palco do Portland Timbers, do lado USL do Portland Timbers 2 .

## História
O estádio foi construído em 1990.  Seu nome é uma homenagem a Harry A. Merlo,  um empresário e filantropo. Merlo Field sediou um jogo das quartas de final no Campeonato Feminino da NCAA Divisão I de 2001  e depois os jogos da primeira e segunda rodada do torneio em 2003.  Em 2004, a universidade adicionou luzes para iluminar o campo e permitir jogos noturnos no local.  A ex-aluno da Universidade de Portland Tiffeny Milbrett marcou seu 100º gol internacional em Merlo em um jogo pela seleção feminina de futebol dos Estados Unidos contra a Ucrânia em julho de 2005. 
Em 2005, os Lady Pilots sediaram um jogo semifinal do torneio da NCAA a caminho de um título nacional.  Durante a temporada de 2007, os Pilotos tiveram uma média de 3.652 pessoas por jogo no estádio para 4.892 assentos para as partidas femininas em casa, liderando o país em média de assistências pelo terceiro ano consecutivo.  Em março de 2008, o Portland Timbers usou as instalações para sediar uma partida de exibição contra o San Jose Earthquakes da Major League Soccer .  em 17 de julho de 2010, o Portland Timbers realizou um amistoso contra o Manchester City nesta instalação.
O Portland Timbers usou o Merlo Field como seu campo de jogo durante os playoffs do USSF D-2 de 2010.
Devido à renovação do Jeld-Wen Field, em seu primeiro jogo em casa como um time da MLS, o Timbers usou Merlo Field como seu campo de jogo em sua partida da US Open Cup contra o Chivas USA, vencendo por 2-0.
A partir de 2015, o Portland Timbers 2 usará o Merlo Field como seu campo de jogo.